# Häimäsaari
Häimäsaari är en ö i Finland. Den ligger i sjön Loppijärvi och i kommunen Loppi i den ekonomiska regionen  Riihimäki ekonomiska region  och landskapet Egentliga Tavastland, i den södra delen av landet, 60 km norr om huvudstaden Helsingfors. Öns area är 1,1 hektar och dess största längd är 180 meter i nord-sydlig riktning.